# Desert Rose
Singles de Sting & Cheb Mami
Brand New Day
(1999) After the Rain Has Fallen
(2000)
Pistes de Brand New Day
A Thousand Years Big Lie, Small World
Desert Rose est une chanson du chanteur britannique Sting sortie en tant que deuxième single de l'album Brand New Day en 1999. La chanson est un duo avec le chanteur algérien raï Cheb Mami, ajoutant à la chanson pop rock un côté musique du monde.
Selon Sting, les paroles parlent « d'amour perdu et de désir ardent ». Conduisant à une vague d'intérêt pour les cultures latines et arabes avant les attentats du 11 septembre 2001 aux États-Unis,,, la chanson a culminé à la 2e place au Canada, 3e en Suisse, 4e en Italie, 15e au Royaume-Uni et 17e au Billboard Hot 100 aux États-Unis.

## Clip vidéo
Produit par Propaganda Films et réalisé par Paul Boyd, le clip vidéo montre Sting en train de voyager dans le désert des Mojaves dans une Jaguar S-Type conduite par une femme masquée. Il finit par arriver à un concert de Cheb Mami, autour duquel se regroupent DJs et spectateurs, dans un nightclub de Las Vegas. Il chante alors avec Cheb et ensuite il repart dans la même voiture. 
Après avoir vu le clip vidéo, Miles Copland III, le manager de Sting a approché l'agence de publicité de Jaguar pour entreprendre une collaboration. Pendant l'année 2000, Jaguar s'est ainsi servi de ce clip dans leur publicité permettant d'augmenter la diffusion du titre.

## Liste des pistes
Royaume-Uni CD1 (497 240-2)
1. Desert Rose (radio edit) – 3:55
2. If You Love Somebody Set Them Free (live au Universal Amphitheatre à Los Angeles) – 4:27
3. Fragile (live au Universal Amphitheatre à Los Angeles) – 4:10
4. Desert Rose vidéo (CD-ROM)

Royaume-Uni CD2 (497 241-2)
1. Desert Rose (Melodic Club Mix radio edit) – 4:47
2. Desert Rose (Melodic Club Mix) – 9:21
3. Desert Rose (Filter Dub Mix) – 5:21
4. Desert Rose (Melodic Club Mix) video (CD-ROM)

Royaume-Uni 45 tours (497 241-1)
1. Desert Rose (Melodic Club Mix)"
2. Desert Rose (Filter Dub Mix)"
3. Desert Rose (original)

États-Unis CD (0694973212)
1. Desert Rose (radio edit) – 3:54
2. Desert Rose (Melodic Club Mix radio edit) – 4:44
3. Brand New Day (Murlyn Extended Mix) – 5:01
4. Brand New Day (Murlyn Radio Mix) – 3:54

Europe CD (497 233-2)
1. Desert Rose (radio edit) – 3:54
2. Desert Rose (Melodic Club Mix) – 9:20
3. Desert Rose (Melodic Club Mix radio edit) – 4:44
4. Brand New Day (Murlyn Mix) – 5:01
5. Brand New Day vidéo (CD-ROM)

## Classements
| Classement (2000)                                 | Meilleure position |
| ------------------------------------------------- | ------------------ |
| Australia (ARIA)                                  | 67                 |
| Autriche (Ö3 Austria Top 40)                      | 6                  |
| Belgique (Flandre Ultratip 100)                   | 11                 |
| Belgique (Wallonie Ultratop 50 Singles)           | 7                  |
| Canada (Nielsen SoundScan)                        | 2                  |
| France (SNEP)                                     | 6                  |
| Allemagne (Media Control AG)                      | 7                  |
| Irlande (IRMA)                                    | 27                 |
| Italie (FIMI)                                     | 4                  |
| Pays-Bas (Single Top 100)                         | 29                 |
| Portugal (AFP)                                    | 1                  |
| Suisse (Schweizer Hitparade)                      | 3                  |
| Royaume-Uni Singles (The Official Charts Company) | 15                 |
| États-Unis (Hot 100)                              | 17                 |
| États-Unis (Pop Airplay)                          | 19                 |
| États-Unis (Dance Club Songs)                     | 5                  |
| États-Unis (Adult Contemporary)                   | 22                 |
| États-Unis (Adult Pop Songs)                      | 3                  |

| Classement (2000)            | Position |
| ---------------------------- | -------- |
| Suisse (Schweizer Hitparade) | 17       |
| États-Unis Billboard Hot 100 | 50       |

## Autres versions
En 2007, le groupe instrumental John Tesh Project a sorti une nouvelle version de Desert Rose pour leur album A Passionate Life,.
En 2017, "#SiSiKe4", un projet club ukrainien, a fait un remix de cette chanson, appelé Sting – Desert Rose (#SiSiKe4 Extended Remix).

## Utilisation dans les médias
Avant leur fusion avec Sirius, XM Satellite Radio a utilisé une partie de la chanson en tant que fond sonore de leur annonce lorsqu'un incident technique se produit sur l'une de leurs fréquences.
En 2001, Desert Rose était la chanson thème de Said Rachid, le personnage antagoniste du soap opera brésilien O Clone.
Jaguar a utilisé cette chanson pour les publicités de la S-Type en 2000.
Dans le roman uchronique La gazelle d'Alger  de l'auteur français Samy Baroukh, publié en autoédition en mars 2022, Desert Rose est interprétée en duo non plus avec Cheb Mami, mais avec la chanteuse française Linda Zarraoui, héroïne fictive du roman

## Source
- (en) Cet article est partiellement ou en totalité issu de l’article de Wikipédia en anglais intitulé « Desert Rose (Sting song) » (voir la liste des auteurs).